# Universitätsbibliothek Oslo

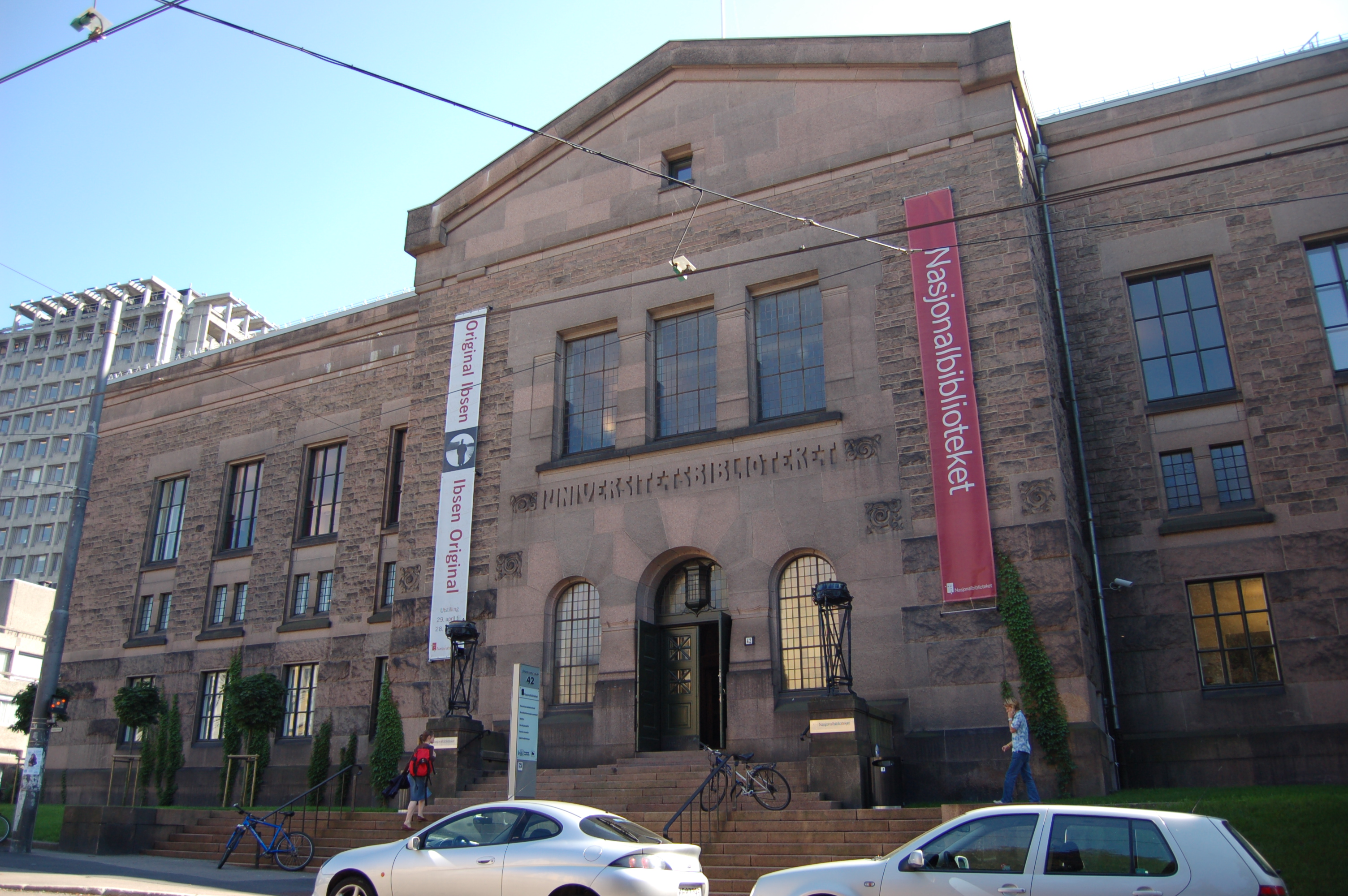
Das ehemalige Gebäude von 1913, heute Sitz der Norwegischen Nationalbibliothek

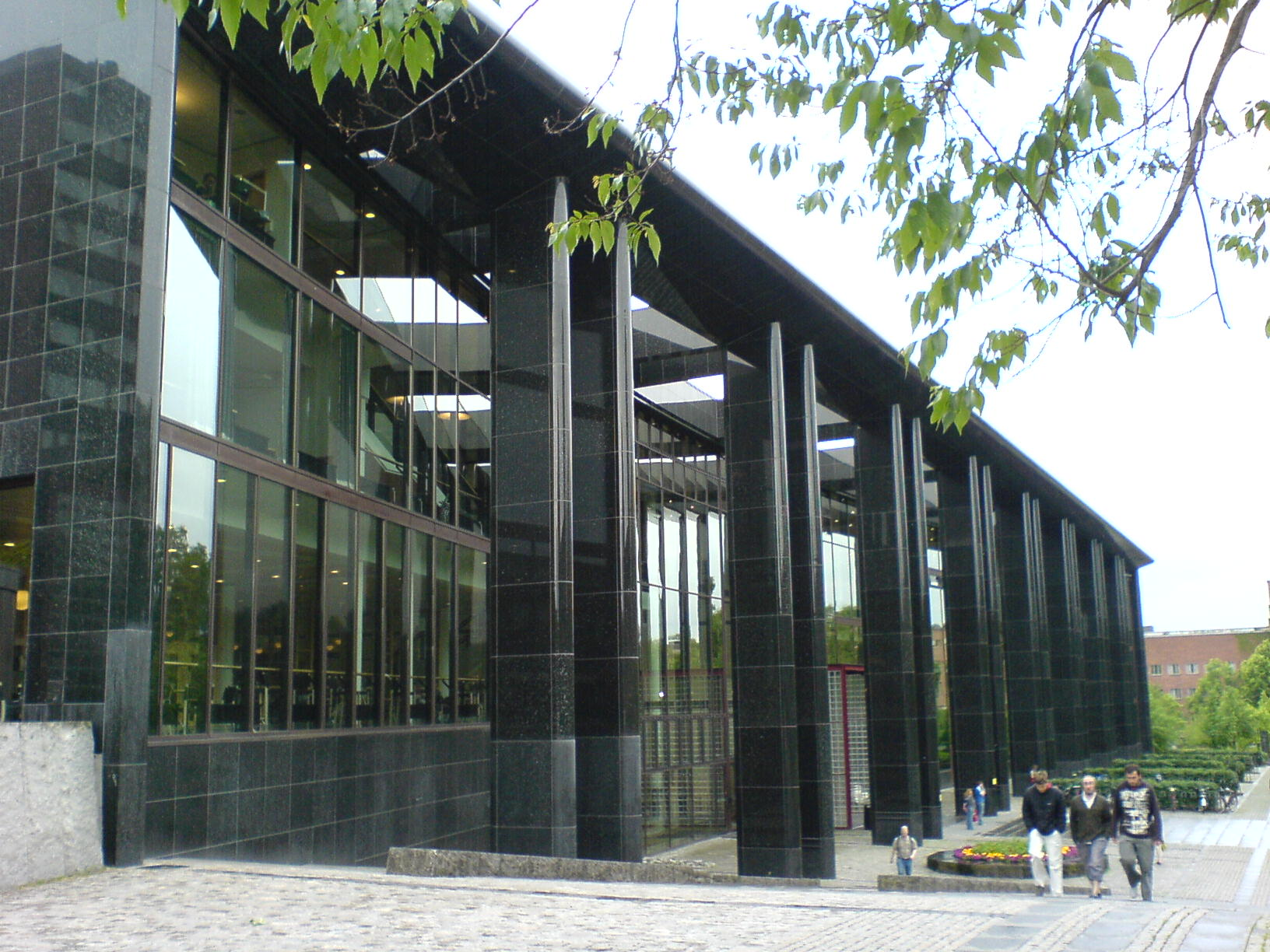
Das heutige Hauptgebäude

Die Universitätsbibliothek Oslo (norwegisch: Universitetsbiblioteket i Oslo, UBO) ist die Universitätsbibliothek der Universität Oslo.
Wie die Universität Oslo wurde deren Bibliothek im Jahr 1811 gegründet. Der erste Bibliotheksleiter war Georg Sverdrup. Die Universitätsbibliothek war ursprünglich gleichzeitig die Nationalbibliothek Norwegens und befand sich am alten Campus der Universität. Im Jahr 1913 wurde ein neues Bibliotheksgebäude am Henrik Ibsens gate fertiggestellt. Bibliotheksleiter war zu dieser Zeit Axel Drolsum.
Erst 1989 wurde die Norwegische Nationalbibliothek gegründet, die der Universitätsbibliothek Oslo 1998 die typischen Aufgaben einer Nationalbibliothek abnahm. Ebenfalls 1998 übersiedelte die Universitätsbibliothek Oslo vom Henrik Ibsens gate an ihren heutigen Standort, das neu errichtete Georg-Sverdrup-Haus, und befindet sich seither am Campus der neuen Universität im Stadtteil Nordre Aker.